# Gary Lineker
Gary Winston Lineker, angleški nogometaš, * 30. november 1960, Leicester, Anglija, Združeno kraljestvo.
Lineker je mladinsko kariero odigral za klub iz rodnega mesta Leicester City, pri katerem je začel tudi člansko kariero leta 1978. Za klub je odigral 194 prvenstvenih tekem in dosegel 95 golov do leta 1985, ko je prestopil v Everton. V dveh letih je za ta klub odigral 41 prvenstvenih tekem in dosegel 30 golov, leta 1986 pa je prestopil v Barcelono, kjer je do leta 1989 za klub odigral 103 tekme, na katerih je dosegel 42 golov. Leta 1989 se je vrnil v Anglijo h klubu Tottenham Hotspur, za katerega je do leta 1992 odigral 105 tekem in dosegel 67 golov. Kariero je končal v japonski ligi pri klubu Nagoja Grampus Eight leta 1994. Z Leicestrom je leta 1980 osvojil naslov prvaka v angleški tretji ligi, z Evertonom pa leta 1985 FA Charity Shield. Z Barcelono je osvojil španski pokal leta 1988 in Pokal državnih prvakov leta 1989, s Tottenhamom pa FA pokal leta 1991. V sezonah 1984/85, 1985/86 in 1989/90 je bil prvi strelec angleške lige. 
Za angleško reprezentanco je skupno odigral 80 tekem in dosegel 48 golov. Nastopil je na svetovnih prvenstvih v letih 1986 in 1990 ter evropskih prvenstvih v letih 1988 in 1992. Leta 1986 je bil prvi strelec svetovnega prvenstva. 
Leta 1986 je bil drugi v izboru za Zlato žogo. Leta 2003 je bil sprejet v Angleški nogometni hram slavnih. Prejel je odlikovanje častnik reda britanskega imperija (OBE).